# Nurlan Balǵymbaev
Nurlan Ýtepuly Balǵymbaev (in kazako Нұрлан Өтепұлы Балғымбаев?; in russo Нурлан Утепович Балгимбаев?, Nurlan Utepovič Balgimbaev; Gur’ev, 20 novembre 1947 – Atyrau, 14 ottobre 2015) fu primo ministro del Kazakistan dal 1997 al 1999.

## Biografia
È morto nell'ottobre 2015 a causa di un tumore.